# Élections sénatoriales bhoutanaises de 2023
Des élections sénatoriales ont lieu le 20 avril 2023 afin d'élire pour cinq ans les membres du Conseil national du Bhoutan.
L'ensemble des candidats se présentent en indépendants, comme exigé par la constitution. Le scrutin se révèle une surprise du fait du maintien de la participation à un taux relativement élevé, ainsi que d'un important renouvellement de ses membres, seuls deux conseillers sur les vingt élus se voyant renouvelés dans leur mandats.

## Contexte
Institué par la constitution de 2008, le Conseil national assume progressivement un rôle de contre-pouvoir au gouvernement détenant la majorité absolue à l'Assemblée nationale, à l'issue des élections législatives bhoutanaises de 2013, en s'opposant aux premières versions de plusieurs projets de lois.
La participation connait une hausse notable aux élections de 2018, passant de 45,15 à 54,29 %, grâce notamment à une réforme de la loi électorale facilitant le vote des électeurs travaillant temporairement loin de leurs domiciles. Le Conseil national connait un important renouvellement, avec trois quarts de nouveaux élus, seuls cinq des douze conseillers sortants ayant été reconduits par les électeurs. Les élections de 2018 sont également remarquées pour le retour d'une présence de femmes élues au conseil. En 2013, aucune n'avait remporté le vote populaire, tandis que deux étaient nommées par le roi. Cinq ans plus tard, après des campagnes de sensibilisation, deux femmes sont élues dans les Dzongkhag de Mongar et Punakha. 
Les élections législatives de 2018 conduisent à une alternance à la chambre basse, l'Assemblée nationale, avec la victoire du Parti de l'unité dont le dirigeant Lotay Tshering devient Premier ministre.

## Système électoral

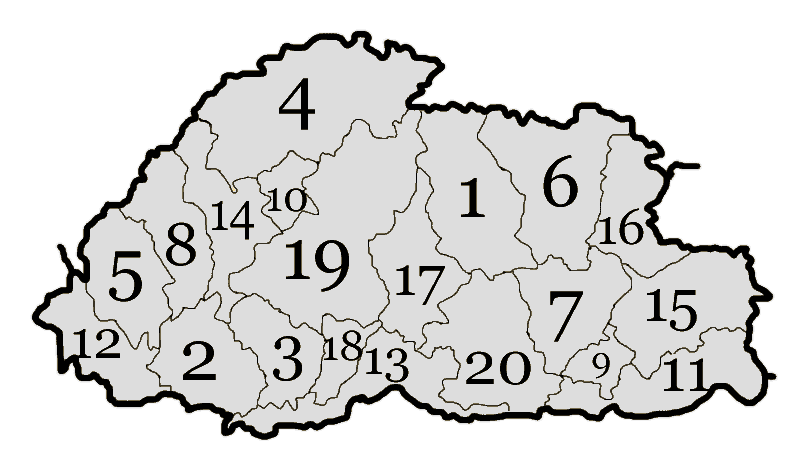
Les 20 circonscriptions du Conseil

Le Conseil national (Gyelyong Tshogde) est la chambre haute du Parlement du Bhoutan. Il est composé de vingt cinq sièges pourvus pour cinq ans dont vingt au scrutin uninominal majoritaire à un tour dans 20 circonscriptions correspondant aux Dzongkhags, les districts territoriaux du pays. Le roi du Bhoutan nomme les cinq autres membres pour la même durée. Il est interdit aux candidats d'être membre d'un parti politique. Ils doivent également avoir moins de 65 ans et être titulaires d'un diplôme d'études avancées d'un établissement universitaire ou autre reconnu. Il est fait recours à des machines à voter dans l'ensemble du pays, ce qui rend inexistants les votes blancs ou invalides.

## Résultats
|                          |                          |                |                |        |  |  |  |  |  |
| Candidats                | Candidats                | Votes          | %              | Sièges |  |  |  |  |  |
|                          | Indépendants             | 265 441        | 100            | 20     |  |  |  |  |  |
|                          | Membres nommés           | Membres nommés | Membres nommés | 5      |  |  |  |  |  |
|                          |                          |                |                |        |  |  |  |  |  |
| Total                    | Total                    | 265 441        | 100            | 25     |  |  |  |  |  |
| Abstention               | Abstention               | 220 370        | 45,36          |        |  |  |  |  |  |
| Inscrits / participation | Inscrits / participation | 485 811        | 54,64          |        |  |  |  |  |  |

## Analyse

En bleu, les circonscriptions où le conseiller sortant est réélu. En rouge, celles où il est battu. En gris, celles où il ne se représente pas.

Le scrutin se déroule sans incidents. Vingt candidats sont élus au scrutin direct sur les 89 en lice, tout indépendants comme imposé par la constitution. Si le nombre de candidats est en nette diminution par rapport aux précédentes élections de 2018 pour lesquelles 127 candidats s'étaient présentés, le taux de participation se révèle sensiblement le même, avec un peu moins de 55 % des inscrits s'étant rendus aux urnes. Le maintien de la participation se révèle une surprise, une baisse étant fortement attendue dans le contexte de la mise en place de conditions plus strictes pour le vote par correspondance. La participation manque de peu de battre le record établi par les premières élections en 2007 .
Le scrutin surprend également par l'ampleur du renouvellement de ses membres. Sur les dix conseillers sortants candidats à leur réélection, seuls deux y parviennent. Un phénomène de « vote par sympathie » est notamment observé envers des candidats ayant échoués à se faire élire depuis plusieurs scrutins, traduisant un manque d'intérêt pour le rôle réel du conseil national au sein d'un électorat s'étant établi une réputation imprévisibilité. L'apathie de l'électorat envers les candidates féminines se poursuit par ailleurs, une seule femme étant élue sur seulement cinq candidates.